# Transportgeschwader 4
Transportgeschwader 4 (dobesedno slovensko: Transportni polk 4; kratica TG 4) je bil transportni letalski polk (Geschwader) v sestavi nemške Luftwaffe med drugo svetovno vojno.

## Organizacija
- štab
- I. skupina
- II. skupina
- III. skupina
- IV. skupina

## Vodstvo polka
Poveljniki polka (Geschwaderkommodore)
- Oberst Richard Kupschus: maj 1943
- Major Reimann: 1944